# طريقة الحركة الكشفية

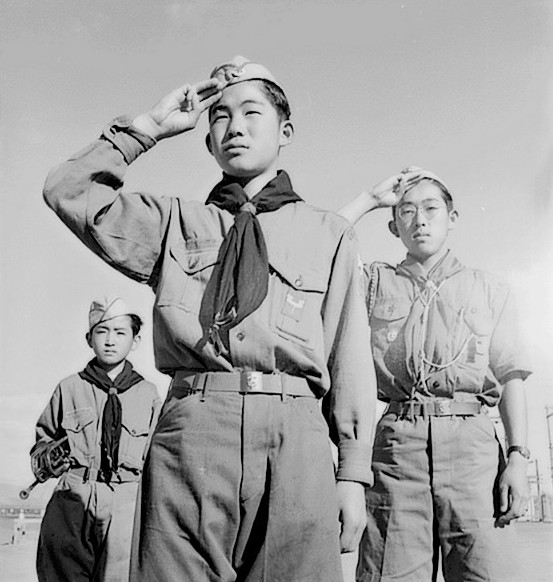
الحرب العالمية الثانية عصر الكشافة

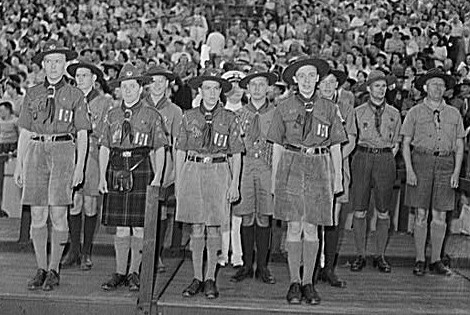
الكشافة البريطانية في ديترويت

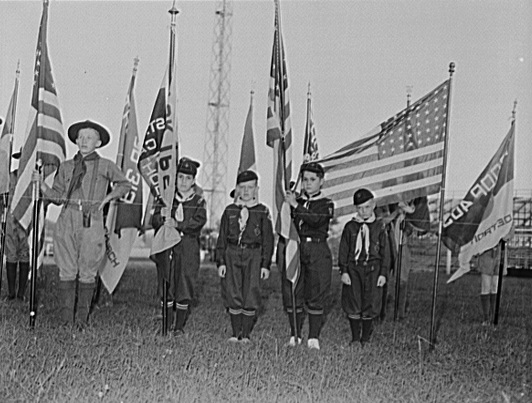
الكشافة الأمريكية

الطريقة الكشفية هي النظام التعليمي الرسمي المستخدم من قبل الكشافة والهدف من الكشافة هو تدريب الشخص بهدف المساعدة والمشاركين لكي تصبخ ومفيدة وممتعه وصحية وسعيدة للأفراد والمجتمع.
يستخدم أسلوب الكشفية ألعاب جذابة في الهواء الطلق البدائية لتوليد التحديات لكي يتعلم الكشاف الحل بنفسه من خلال التدريب ومثالا على ذلك الرئاسة، وتدرس الكشافة الاستقلال، والقيادة والطموح لتعلم النفس، ومدونة أخلاقية ذات أهداف إيجابية. وفقا لمؤسس الحركة الكشفية روبرت بادن باول، والطريقة الكشفية تعمل بشكل طبيعي ودون وعي: بطبيعة الحال في الطريقة الكشفية تتبع نبضات الطبيعية للكشافة، ودون وعي لأن الكشفية ليست على علم والتعليم.
التدريب العملي يساعد الكشافة على بناء الثقة .الأنشطة والألعاب وتوفير وسائل ممتعة تهدف لتطوير المهارات وتوفير الاتصال مع الطبيعة والبيئة عند متابعتها في مكان في الهواء الطلق. الكشافة تعلم ان المجموعات الصغيرة يمكن ان تبني بيئية و أجواء أخوية تطوير خصائص المسؤولية والاعتماد على الذات، والثقة بالنفس، والاستعداد، والكشافة تعلم في نهاية المطاف التعاون ومهارات القيادة. البرنامج الجذابة والأنشطة المختلفة توسع الآفاق والأعمال الكشفية .